# Victoria Park (métro de Toronto)
Pour les articles homonymes, voir Parc Victoria.
Victoria Park est une station de la ligne 2 Bloor-Danforth  du métro de Toronto. Elle est située sous la Victoria Park Avenue à l'intersection avec la Danforth Avenue, à Toronto, dans la province Ontario au Canada.

## Situation sur le réseau

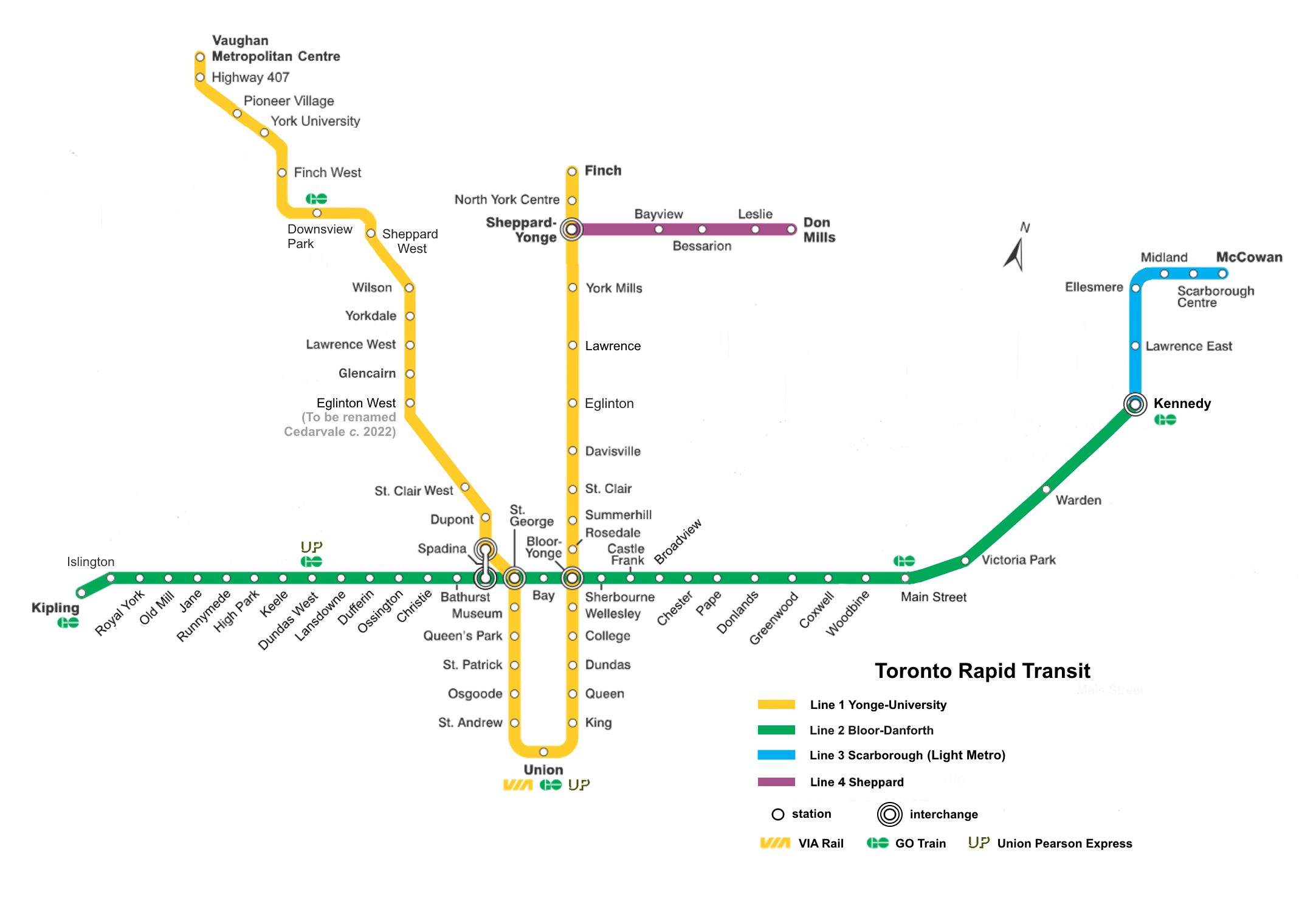
Plan du métro de Toronto (2018).

Établie en souterrain, la station Victoria Park de la ligne 2 Bloor-Danforth, est précédée par la station Main Street, en direction du terminus Kipling, et elle est suivie par la station Warden en direction du terminus Kennedy,.

## Histoire
La station Victoria Park est mise en service le 10 mai 1968.
Durant l'année 2009-2010, elle a une fréquentation moyenne de 25 520 passagers par jour.

## Services aux voyageurs

### Intermodalité
Elle est desservie par les bus des lignes : 12 Kingston Road, 24 Victoria Park, 67 Pharmacy et 404 East York.